# John Heaps
John Edward Heaps (ur. 25 lutego 1927 w Newcastle - zm. 21 czerwca 2004) – australijski duchowny rzymskokatolicki, w latach 1981-1992 biskup pomocniczy Sydney.

## Życiorys
Święcenia kapłańskie przyjął 8 marca 1958 w archidiecezji Sydney, udzielił ich mu jej ordynariusz kardynał Norman Thomas Gilroy. 4 września 1981 papież Jan Paweł II mianował go biskupem pomocniczym Sydney ze stolicą tytularną Inis Cathaig. Sakry udzielił mu 31 października 1981 kardynał James Darcy Freeman. 12 marca 1992 przeszedł na wcześniejszą emeryturę. 21 czerwca 2004 zmarł w wieku 77 lat.